# Тейс Даллінга
Тейс Даллінга (нід. Thijs Dallinga, нар. 3 серпня 2000, Гронінген, Нідерланди) — нідерландський футболіст, нападник італійського клубу «Болонья» та національної збірної Нідерландів.

## Ігрова кар'єра

### Клубна
Тейс Даллінга є вихованцем футбольної школи клубу «Еммен». Саме у складі цього клубу футболіст зіграв свій перший матч на професійному рівні.
Наступний сезон Даллінга почав у клубі Ередивізі «Гронінген», де починав грати у дублюючому складі «Йонг Гронінген». 1 грудня 2020 року даллінга дебютував у чемпіонаті Нідерландів. Загалом у першій команді «Гронінгена» нападник провів шість матчів.
Влітку 2021 року Даллінга на правах вільного агента перейшов до клубу Еерстедивізі - «Ексельсіор» з Роттердаму. І в першому ж сезоні став кращим бомбардиром турніру, забивши 32 голи і допоміг команді вийти до Ередивізі.
У 2021 році футболіст перейшов до французької «Тулузи». 7 серпня у матчі проти «Ніцци» нападник дебютував у новій команді. За результатами сезону Даллінга у складі «Тулузи» став переможцем Кубка Франції, відмітившись дублем у фінальному матчі.

### Збірна
23 вересня 2022 року Тейс Даллінга дебютував у молодіжній збірній Нідерландів, вийшовши на поле у грі проти бельгійських однолітків.
21 листопада 2023 року у матчі відбору до Чемпіонату Європи проти команди Гібралтару Даллінга дебютував у складі національної збірної Нідерландів.

## Титули
Тулуза
 Переможець Кубка Франції: 2022/23
Болонья
 Переможець Кубка Італії: 2024/25
Особисті
- Кращий бомбардир Еерстедивізі: 2021/22